# Антків Юрій Богданович
А́нтків Ю́рій Богда́нович (30 листопада 1944, Чортків Тернопільської області — 2 травня 2014, Львів) — український композитор, педагог. Син Богдана Антківа.

## Життєпис
Закінчив музичну школу в м. Тернопіль (1961), навчався у Тернопільському (1961–1963) і Львівському (1963–1965) музичних училищах, на фортепіанному факультеті Львівської консерваторії (1965–1970, клас Д.Задора). Продовжив навчання на диригентському факультеті Одеської консерваторії (1977), клас професора А.Серебрі .
Працював у Черкаському музичному училищі (1970—1971).
Від 1971 — викладач Львівського музично-педагогічного училища ім. Ф. Колесси. Викладав спеціальність «диригування», а також був керівником хорового класу (1976–78 рр., 1988–91 рр.), жіночого хору (1986–89 рр.), хору викладачів (1989–90) та мішаного хору (1990). Був незмінним концертмейстером чоловічого хору «Буревісник».
З 1995 до 2005 року Ю. Антків викладав диригентсько-хорові дисципліни у Львівському педагогічному коледжі.
Від 2005 до 2014 року працював на кафедрі хорового співу факультету «Культури і мистецтв» ЛНУ ім. І. Франка.
Художній керівник народної хорової капели «Заграва» обласного Будинку вчителя (1974–1994).
Від 1999 — художній керівник дитячого хору «Щедрик» при церкві Пресвятої Євхаристії у Львові.
Починаючи від 2002 року був одним із організаторів комітету різдвяного фестивалю «Велика коляда» (м. Львів).
Член журі фестивалів-конкурсів «Сурми звитяг» (м. Львів) та «Пісня серця» (м. Сокаль).
2005–2010 рр. — керівник хору «Надія» храму Положення поясу Пресвятої Богородиці (УГКЦ).
Помер 2 травня 2014 року у Львові після тривалої та тяжкої хвороби.
Похований на Личаківському цвинтарі.

## Доробок
- збірка «Хорове сольфеджіо» (1997, 100 пісень; у співавторстві),
- збірка «Пісні українських повстанців 1940-1960-х рр.» (2002, 70 пісень; у співавторстві)
- «Купальські пісні» (2004)
- «Їде Святий Миколай» (2009)
- збірник «Колядки та щедрівки для однорідного та мішаного хорів» в аранжуванні, перекладах та обробках Юрія Антківа (Львів, 2012).